# Combo guard

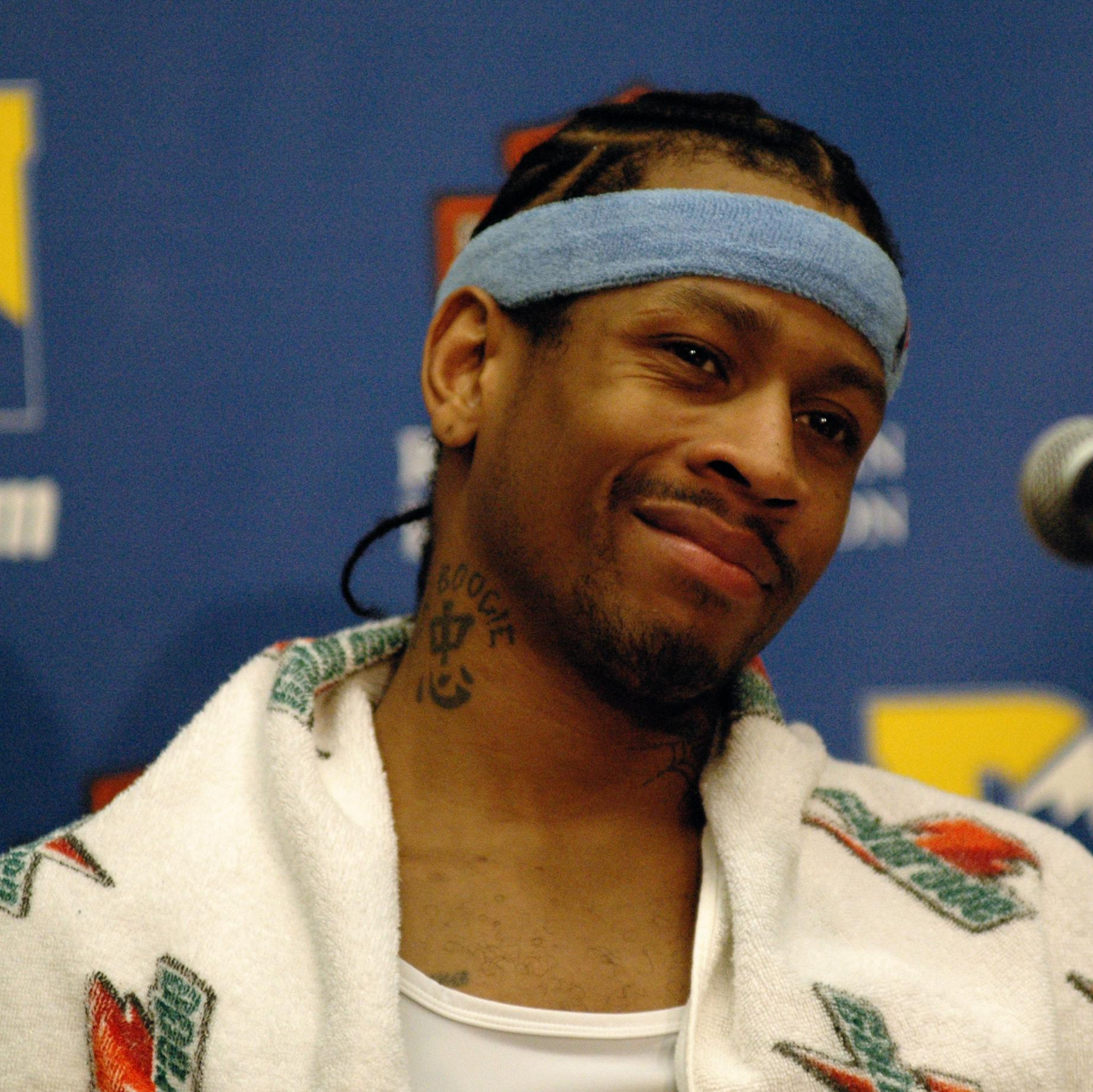
Le combo guard Allen Iverson en 2007. Malgré sa relative petite taille (1,83 m), sa mentalité offensive et ses capacités au tir l'ont conduit à débuter en tant qu'arrière.

Un combo guard est un joueur de basket-ball qui combine les attributs d'un meneur (1) et d'un arrière (2), mais ne correspond pas à la description de l'une ou l'autre position. Ils cumulent ainsi les qualités de vision de jeu et de passe d'un meneur, et le tir d'un arrière. Les combo guards ont gagné en visibilité dans les années 1990, quand des joueurs comme Allen Iverson et Penny Hardaway alternaient entre le poste de meneur et d'arrière, selon la situation de jeu (défense ou attaque).
Historiquement, les combo guard ont été considérés comme des joueurs difficile à intégrer dans un système offensif pour les entraîneurs ; cependant, les combo guards ont peu à peu acquis un rôle important dans le basket-ball, en particulier dans la NBA. Dwyane Wade, un arrière disposant des qualités de dribble d'un meneur, a ainsi mené le Heat de Miami à leur première victoire en championnat en 2006. En outre, l'intérêt accru porté par les entraineurs aux capacités de scoring fait que les qualités de passeur ne sont pas perçues comme primordiales.
Ce changement s'explique en partie par le changement des règles du jeu effectué par la NBA en 2007, qui interdit désormais à un défenseur d'utiliser un contact physique avec les mains pour tenter d'arrêter un attaquant (« antenne »). Ceci a permis à de nombreux petits combo guards d'utiliser leur vitesse afin de passer plus facilement dans la raquette (« drive ») face aux intérieurs moins mobiles. 
Beaucoup de joueurs de « petite » taille se concentrant avant tout sur le développement de leurs capacités de marqueurs, ils sont ainsi considérés comme arrières alors que leur taille devrait les cantonner au poste de meneur. Par exemple, Allen Iverson mesure 1,83 m, mais en raison de ses capacités au tir, il a débuté en tant qu'arrière. Il a été classé cinquième plus grand arrière de tous les temps par ESPN en 2008. Parmi les autres combo guards les plus notoires figurent Jerry West, Jason Terry, Monta Ellis, Goran Dragic, Lou Williams, Juan Carlos Navarro, Avery Bradley, Joe Dumars, Jeff Hornacek et Stephen Curry .
Les combo guards contrastent avec des meneurs au sens strict du terme, tels que Magic Johnson, John Stockton, Isiah Thomas, Steve Nash, Jason Kidd, Chris Paul, Rajon Rondo, John Wall, Kevin Johnson ou Ricky Rubio. Ces joueurs ont un jeu davantage tourné vers la passe et les interceptions que le scoring, préférant jouer un rôle de direction de l'attaque (« playmaker ») plutôt que de marquer. Ils se conforment ainsi à la conception traditionnelle du meneur, chargé en priorité de distribuer le ballon, créer des occasions de marquer pour les autres, et tenter un tir seulement si aucun de ses coéquipiers n'est suffisamment démarqué.
En Euroligue, les exemples les plus notables de combo guards sont Vassilis Spanoulis, qui a permis à son équipe de remporter l'Euroligue à trois reprises, ou Sergio Llull, qui a conduit le Real Madrid à la victoire en Euroligue en 2015.